# Nicaraguanska revolutionen
Nicaraguanska revolutionen (spanska: Revolución Nicaragüense eller Revolución Popular Sandinista, also RPS) omfattar den växande oppositionen mot Somozas diktatur under 1960- och 70-talen, och motståndet leddes av Sandinisterna (Frente Sandinista de Liberación Nacional, FSLN) vilket ledde till det våldsamma störtandet av diktaturen 1979, och försöken hos FSLN, som styrde från 1979 och fram till 1990, att reformera samhället och ekonomin med socialism.
Revolutionen spelade en viktig roll inom utrikespolitiken i Nicaragua, Centralamerika och Amerika.

### Fotnoter
1. ↑  http://www.justice.gov/oig/special/9712/appa.htm
2. ↑  ”Reagan Says Saudi Talked Of Contra Aid”. Chicago Tribune. 14 maj 1987. Arkiverad från originalet den 2 maj 2015. https://web.archive.org/web/20150502112024/http://articles.chicagotribune.com/1987-05-14/news/8702050775_1_contra-aid-reagan-and-fahd-saudi-arabia. Läst 23 oktober 2012.
3. ↑  ”Arms Sales (Bulgaria)”. Library of Congress. 14 mars 1994. http://lcweb2.loc.gov/cgi-bin/query/r?frd/cstdy:@field(DOCID+bg0225).
4. ↑  ”Our work in Nicaragua”. Swedish International Development Corporation Agency (www.sida.se). 14 mars 2009. Arkiverad från originalet den 18 april 2013. https://archive.is/20130418104051/http://www.sida.se/English/Countries-and-regions/Latin-America/Nicaragua/Our-work-in-Nicaragua/.
5. ↑  Louis Proyect, Nicaragua, diskutera, bland annat, reformerna ochsocialismen.